# Kratlusker
En kratlusker er en person, som undersøger og dokumenterer overtrædelser af miljølovgivningen. Udtrykket kom på mode efter vedtagelsen af Danmarks første miljølov i 1974, hvor det blev forudsat, at kommuner og amter skulle varetage tilsynspligten med industri og landbrugs overholdelse af reglerne. Kommunerne var slet ikke forberedt på den nye pligt, og mange steder var lokale erhvervsinteresser så betydningsfulde, at ingen vovede at gå dem på klingen. Et eksempel herpå er de problemer Storstrøms amt fik med "Proms Kemiske Fabrik".

## Oprindelig brug af udtrykket
Efter lovens vedtagelse var der lokale miljøgrupper og enkeltpersoner, der gjorde højere instanser opmærksom på overtrædelser af kravene. Især miljøorganisationen NOAH var meget aktiv og udgav bogen "Det industrialiserede landbrug" Den og organisationens private opsyn med overtrædelserne vakte stor harme inden for landbruget, der anvendte "kratlusker" negativt.

## Andre anvendelser
- Senere bruges ordet om al slags fordækt virksomhed.
- Biologer og andre naturinteresserede som undersøger biodiversitet i felten.
- Naturister bruger udtrykket om medlemmer, som kun er i organisationen for at belure de nøgne mennesker.
- I militæret bruges ordet som slangudtryk for en infanterist, evt. mere specielt for en soldat i en opklaringsenhed.

## Reference
1. ↑  Leksikon for det 21. århundrede: Økologi og miljøpolitik (Webside ikke længere tilgængelig)
2. ↑  Henning Schroll: Det industrialiserede landbrug, 3. udg. 1984 ISBN 87-87820-36-6